# Anahit Awanesjan
Anahit Awanesjan (orm. Անահիտ Ավանեսյան; ur. 21 marca 1981) – ormiańska prawniczka, od 2021 minister zdrowia w rządzie Nikola Pasziniana.

## Życiorys
W 2003 ukończyła studia prawnicze na Państwowym Uniwersytecie w Erywaniu. W 2000 rozpoczęła pracę jako prawnik w Ministerstwie Spraw Zagranicznych. W latach 2005–2015 była prawniczką w pozarządowej organizacji Democracy Today. W latach 2017–2018 pełniła funkcję członkini zarządu w branży farmaceutycznej Arpharmacia
W 2018 objęła stanowisko wiceministra zdrowia. W styczniu 2021 została zaprzysiężona na stanowisko ministra zdrowia, stając się jedyną kobietą w rządzie Nikola Pasziniana.

## Życie prywatne
Jest zamężna, ma trójkę dzieci.